# Associazione Calcio Montichiari 2001-2002
Questa voce raccoglie le informazioni riguardanti la  società calcistica italiana Associazione Calcio Montichiari nelle competizioni ufficiali della stagione 2001-2002.

## Rosa
| N. |                   | Ruolo | Calciatore           |
| -- | ----------------- | ----- | -------------------- |
| -  | Ghana (bandiera)  | A     | Laurent Amassoka     |
| -  | Italia (bandiera) | A     | Alessandro Andreini  |
| -  | Italia (bandiera) | C     | Alessandro Bellemo   |
| -  | Italia (bandiera) | C     | Graziano Beltrami    |
| -  | Italia (bandiera) | D     | Alberto Bendoricchio |
| -  | Italia (bandiera) | D     | Davide Bersi         |
| -  | Italia (bandiera) | C     | Mauro Bertoni        |
| -  | Italia (bandiera) | D     | Davide Caurla        |
| -  | Italia (bandiera) | P     | Dario Cigolini       |
| -  | Italia (bandiera) | D     | Massimiliano Corrado |
| -  | Italia (bandiera) | D     | Ciro Di Nicolantonio |
| -  | Italia (bandiera) | D     | Dario Dossi          |
| -  | Italia (bandiera) | C     | Marcello Fiorentini  |
| -  | Italia (bandiera) | C     | Arnaldo Franzini     |

| N. |                   | Ruolo | Calciatore        |
| -- | ----------------- | ----- | ----------------- |
| -  | Italia (bandiera) | A     | Matteo Galassi    |
| -  | Italia (bandiera) | C     | Marco Grossi      |
| -  | Italia (bandiera) | C     | Fabio Manganiello |
| -  | Italia (bandiera) | C     | Roberto Menassi   |
| -  | Italia (bandiera) | D     | Ivan Pelati       |
| -  | Italia (bandiera) | C     | Cristian Pizzata  |
| -  | Italia (bandiera) | C     | Stefano Preti     |
| -  | Italia (bandiera) | P     | Mauro Rosin       |
| -  | Italia (bandiera) | A     | Daniele Raggiu    |
| -  | Italia (bandiera) | D     | Marco Taiola      |
| -  | Italia (bandiera) | D     | Diego Tognassi    |
| -  | Italia (bandiera) | A     | Diego Zanin       |
| -  | Italia (bandiera) | D     | Claudio Zola      |